# Színházi maszk
A színházi világ lényege a kifejezés, az elhitetés, az, hogy átéljék a nézők, amit látnak. Ehhez nem mindig elég a puszta ember - olykor szükség van segítségre maszkok, kielemlő smink formájában.

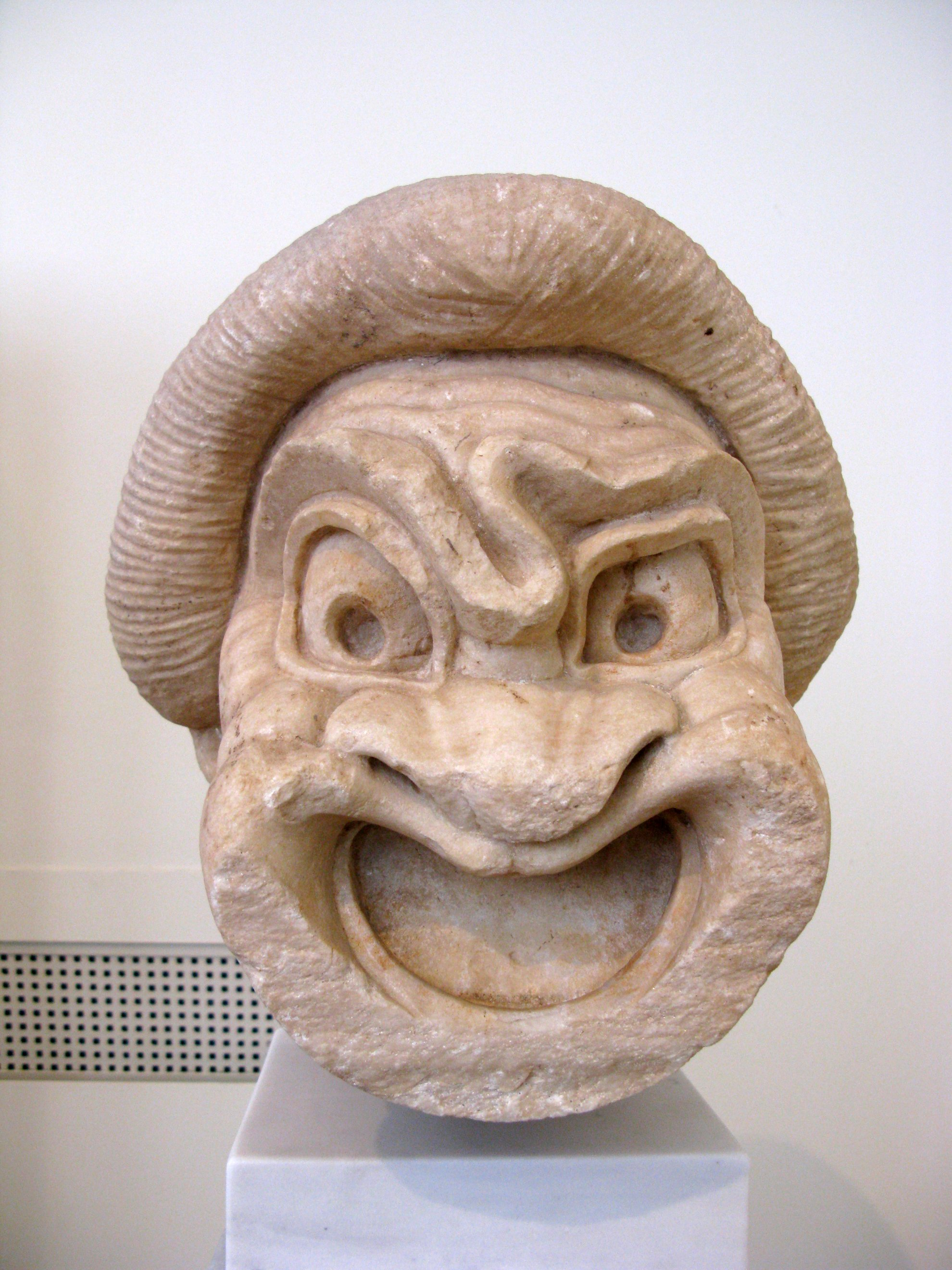

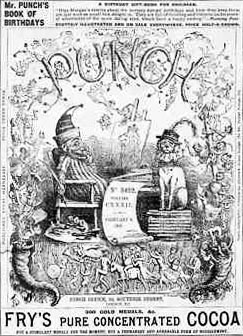
Metszet a maszkokról

## Kommunikáció
Testünk folyamatosan részt vesz a kommunikációnkban: nagyon fontosak a gesztusok, a mimika, a testtartás, minden apró mozdulat. Ezekből nagyon sokat ki lehet olvasni. A legtöbb információt azonban mégis az arc nyújtja nekünk.

## Arc
Az arcjáték, vagyis a mimika a színész egyik legfontosabb művészi eszköze, lehetőségeinek mégis korlátai vannak. Érzelmeket, lelki tartalmakat könnyedén kifejezhet vele, de van, amire képtelen. Vonásai nem tudnak percről percre öregedni, ha a szerep úgy kívánja, de pisze orra sem tud ijesztően megnőni a szerep kedvéért. Mindehhez azonban a színházi arcfestés segítséget tud nyújtani apróbb trükkjeivel – a maszkmester a jelmeztervező segítségével és vele való szoros együttműködéssel képes életkort, más karaktert, vagy más nemzeti jelleget varázsolni a színész arcára. Ezek is maszkok, csak itt az adott lehetőségeket használják ki, nem egy idegen tárgy varázsát.

## A szem
A szem a legfontosabb és legkifejezőbb része az arcnak. A maszkmester a színt, a nagyságot és a tekintetet is ügyesen tudja befolyásolni meghatározott szem környéki festésekkel. A színek rendkívül fontosak: a sötét árnyalat a szemek alatt fáradtságot, bágyadtságot kölcsönöz a tekintetnek, míg a világos élénkíti, ragyogóvá, élénkké teszi azt.

## A maszkolás
A maszkolás filmes-színházi szakkifejezés, amely elsődlegesen a színész vagy előadó arcának elváltoztatását, másodsorban a színészi játék hitelesebb megformálását, az adott szereplő realisztikusabb megjelenítését segítő eljárások, különleges műhelyhátteret igénylő művészi munkafolyamatok gyűjtőfogalma.
Maszkolás alatt érthetjük akár az erőteljesebb – színházi – karaktersminkeket, illetve a filmes maszkeffektusok összetettebb világát is. Részleges protézisek vagy a teljes arcot fedő, mintegy új bőrréteget képző protézismaszkok, parókák, műbajszok, műfogsorok, vagy épp speciális kontaktlencsék is képezhetik egy-egy maszk részeit.
A maszkolás szakmai palettája a sminkektől, illetve a speciális, háromdimenziós protézismaszkoktól, szilikon bábokon, testöntvényeken át a különleges kellékekig, jelmez- és díszletelemekig terjedhet. Elsődlegesen a játékfilmes, televíziós, illetve a színházi szakma, a látványközpontú filmműfajok technikai igényeinek megfelelően, azokkal mintegy szinkronban fejlődik. Összművészeti jellegét a szobrászati, formaöntési, gumi- és műanyag-technológiai, festészeti, sminkes és fodrászati technikák szimultán használata adja. Az utóbbi évtizedekben az arcot, felsőtestet érintő maszktechnikákon túlmenően az összetett „testmaszkok”, speciális lényjelmezek, illetve az animatronikus – kábelekkel vagy elektronikusan – mozgatott bábok, testmásolatok is a szakterület részét képezik.

## Az arcfestés trükkjei
A festésnek, a maszkoknak különösen nagy szerepük van a nagy színházak esetében, hiszen a távolabb ülőknek is látniuk kell az arcokat. Ugyanennek a fordítottja igaz egy kis színházra: zavaró lehet az erős kifejezés az arcon, elvonhatja a figyelmet a lényegről. A szemöldök íve minden esetben fontos, mert meghatározza a tekintetet, s megváltoztatásával egészen új arcok születhetnek: eltüntetése, lefestése például démonian ijesztő arcot eredményez. De színezéssel megnyújtható az áll, amitől a színész gonosz, utálatos arcot kap. A szögletes áll „előállításával” keserűség, humortalanság költözik az arcra. Az öregedés megjelenítése az arcon viszonylag könnyen megoldható: már egy-két ránc felfestésével is megfelelő hatás érhető el. Az arc színe, árnyalata szintén fontos jelentéssel bír: a szín ezerféle lehet szégyenpírtól égőtől egészen az öregesen viaszos sápadtig. Természetesen az arc több színének is ehhez kell igazodnia. Az arccsont is kiemelhető egy erősebb festékkel, de az árnyalatnak nem szabad elütnie az arc többi részétől.

## Gumiból maszk
A színek és a vonalak a smink fontos eszközei, de van, hogy ennél erősebb arcváltoztatásra van szükség: ilyenkor alkalmaznak maszkot a mesterek, amely általában gumiból készül, és lehet csak egy orrot nagyobbító, vagy egy fél arcot betakaró maszkrészlet is. De használják ezt az anyagot erőteljes öregítéshez is: felkenik a bőrre és megszáradva rücskös, erősen ráncos arcot kölcsönöz a gondos festés után.

## Természetesség
A mai realista színjátszásban egyre kevesebb sminket, maszkot alkalmaznak, mert szeretik a természetességet. Elmúltak már a görög idők, amikor az ókorban minél nagyobb, minél erőteljesebb, színesebb maszkokat alkalmaztak az egyszerű érzelmek kifejezésére. Ma már a színészek játékukkal keltik inkább a fáradt ember benyomását, vagy épp a robbanékony fiatalét – a saját arcukat, mimikájukat segítségül hívva, de ez nem jelenti azt, hogy a fáradságos munkával megalkotott maszkok és mesteri sminkelés világa háttérbe szorulna. Sok előadásban a koncepció részeként szándékosan eltorzított vonásokkal lépnek színpadra a szereplők.